# Дайрра
Да́йрра (англ. Dajarra) — населённый пункт в районе Клонкарри, северо-запад Квинсленда, Австралия. В 2016 году население Дайрры составило 191 человек.

## География
Дайрра находится на северо-западе Квинсленда, недалеко от границы с Северной территорией. Расстояние до районного центра Клонкарри составляет 180 км.

## Демография
По данным переписи 2016 года, население Дайрры составило 191 человек. Из них 53,7 % были мужчинами, а 46,3 % — женщинами. средний возраст населения составил 27 лет. 87,2 % населения Дайрры родились в Австралии.